# Menouville
Menouville est une commune française du Val-d'Oise située dans le Vexin français, à environ 45 km au nord-ouest de Paris.

## Géographie

### Description

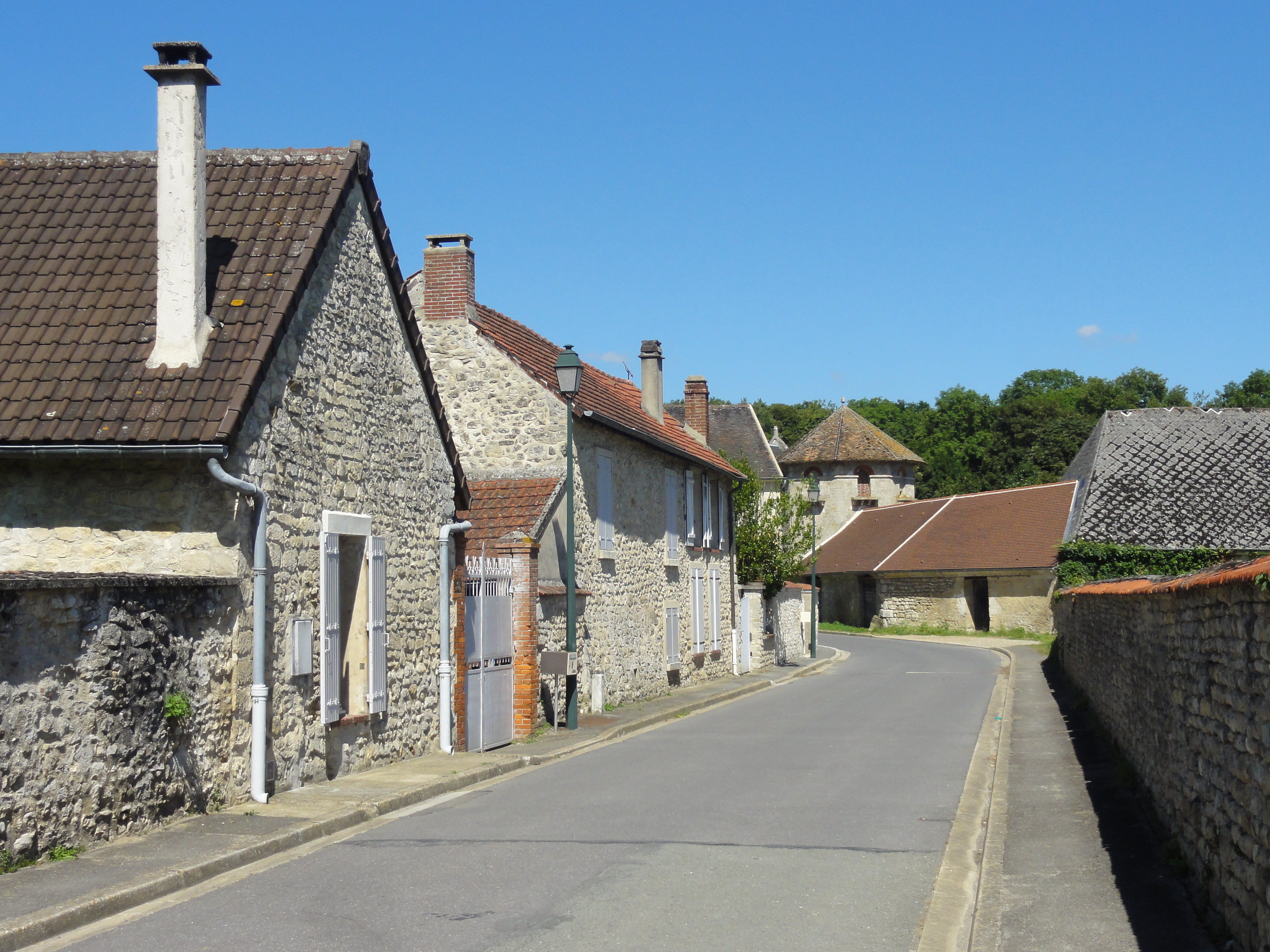
Ambiance de la commune : la rue du Château.

Menouville est un village rural  située dans le Vexin français, dans la vallée du Sausseron et dans le parc naturel régional du Vexin français.
Il est situé à 12 km au nord de Pontoise  à 37 km au nord-est de Paris, 28 km au sud-est de Gisors  à 30 km au sud de Beauvais, et est desservi par l'ancienne route nationale 327 (actuelle RD 327) qui relie Pontoise à Beauvais.
Le village est traversé par un chemin de randonnée PR, qui est un diverticule du GR 11, le « Grand Tour De Paris ».

### Communes limitrophes
La commune est limitrophe d'Arronville, Frouville, Labbeville, Vallangoujard et Theuville.
|               | Arronville | Frouville  |
| Theuville     | Menouville |            |
| Vallangoujard |            | Labbeville |

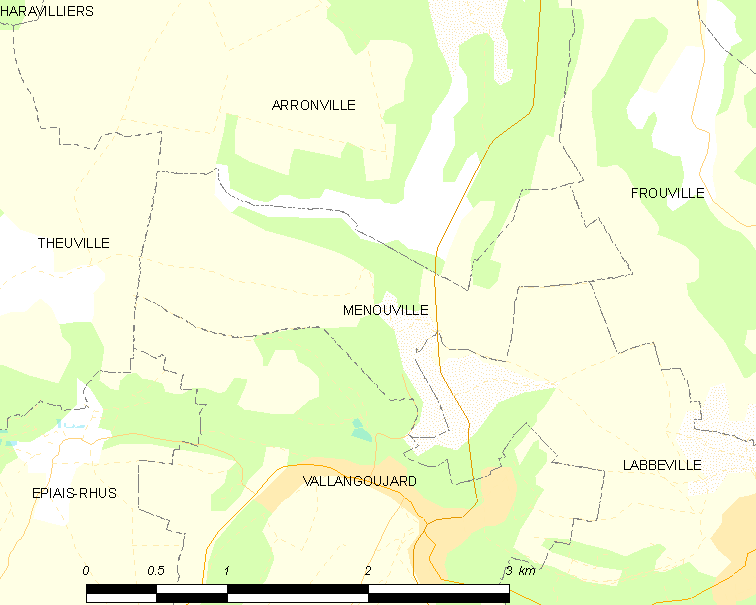
Carte de la commune.
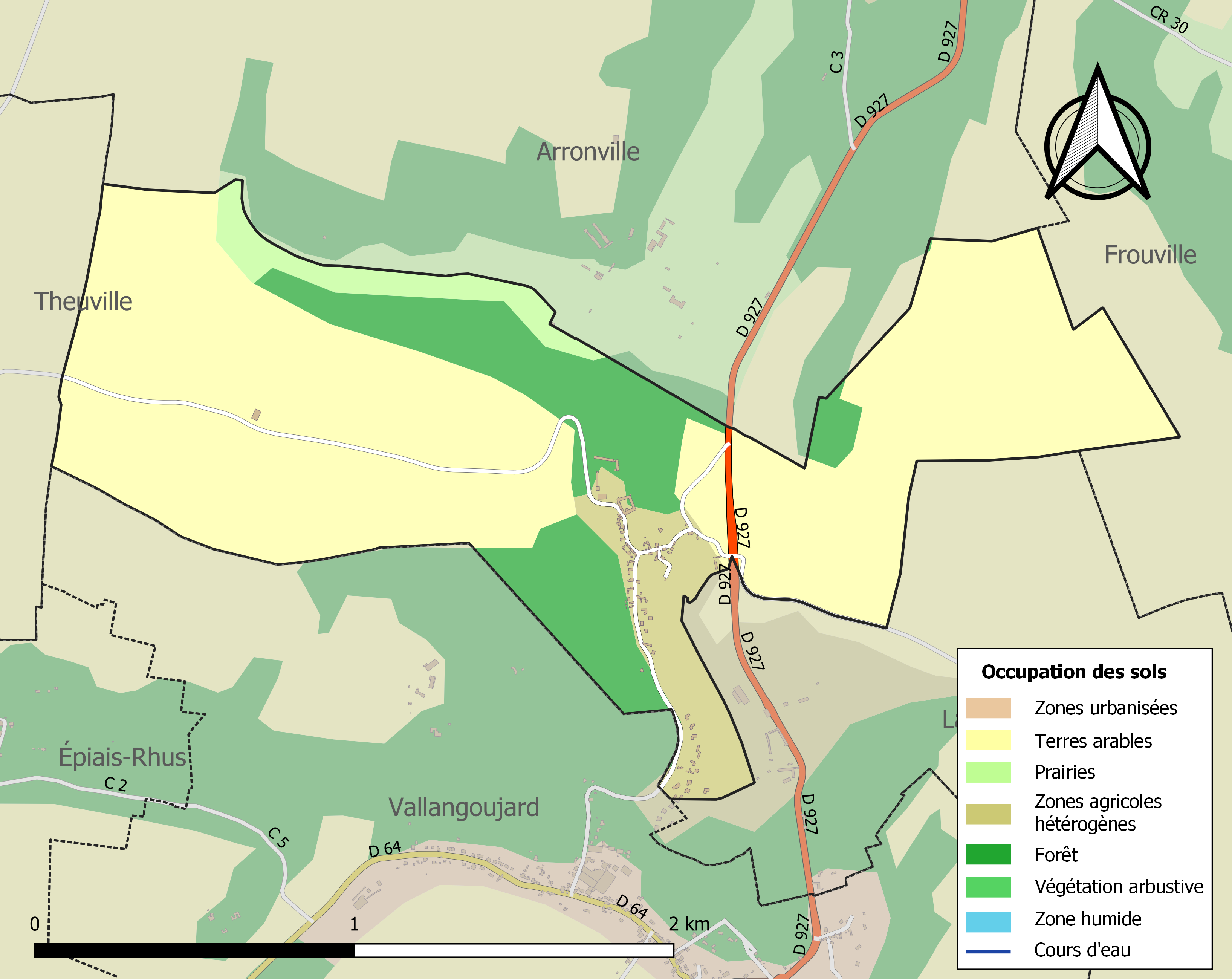
Occupation des sols.

### Hydrographie

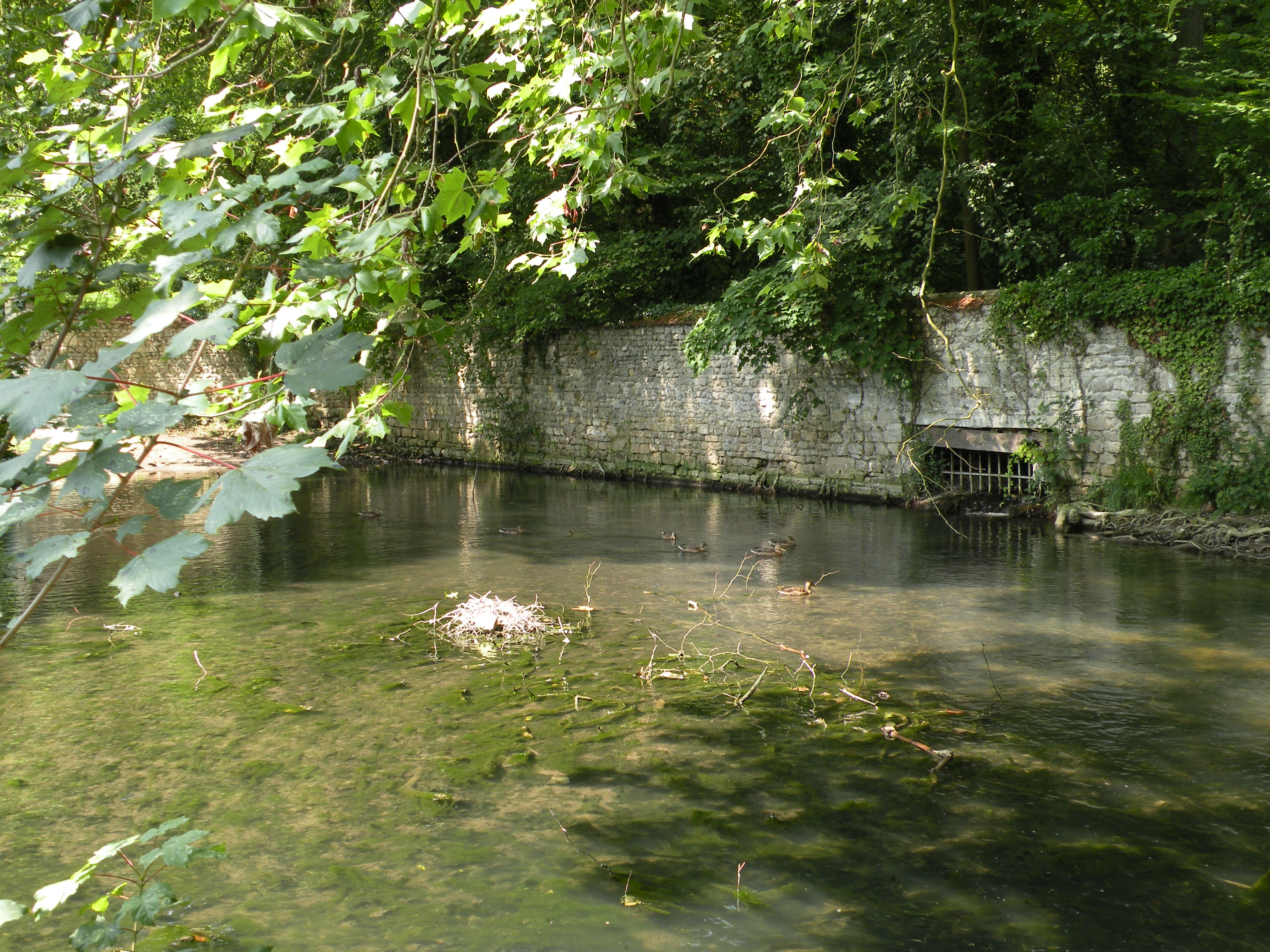
L'étang.

La commune est drainée par le Sausseron, un affluent de l'Oise et donc un sous-affluent de la Seine.
La rivière est bordée de zones humides et d'un étang.

### Climat
Pour des articles plus généraux, voir Climat de l'Île-de-France et Climat du Val-d'Oise.
En 2010, le climat de la commune est de type climat océanique dégradé des plaines du Centre et du Nord, selon une étude du CNRS s'appuyant sur une série de données couvrant la période 1971-2000. En 2020, Météo-France publie une typologie des climats de la France métropolitaine dans laquelle la commune est exposée à un climat océanique et est dans la région climatique  Sud-ouest du bassin Parisien, caractérisée par une faible pluviométrie, notamment au printemps (120 à 150 mm) et un hiver froid (3,5 °C). 
Pour la période 1971-2000, la température annuelle moyenne est de 11 °C, avec une amplitude thermique annuelle de 14,8 °C. Le cumul annuel moyen de précipitations est de 692 mm, avec 10,7 jours de précipitations en janvier et 7,9 jours en juillet. Pour la période 1991-2020, la température moyenne annuelle observée sur la station météorologique la plus proche, située sur la commune de Boissy-l'Aillerie à 11 km à vol d'oiseau, est de 11,2 °C et le cumul annuel moyen de précipitations est de 635,8 mm,. Pour l'avenir, les paramètres climatiques de la commune estimés pour 2050 selon différents scénarios d'émission de gaz à effet de serre sont consultables sur un site dédié publié par Météo-France en novembre 2022.

## Urbanisme

### Typologie
Au 1er janvier 2024, Menouville est catégorisée commune rurale à habitat dispersé, selon la nouvelle grille communale de densité à sept niveaux définie par l'Insee en 2022.
Elle est située hors unité urbaine. Par ailleurs la commune fait partie de l'aire d'attraction de Paris, dont elle est une commune de la couronne,. Cette aire regroupe 1 929 communes,.

## Toponymie
Le nom de la localité est mentionné sous la forme Menoldi villa en 1068.
Le nom de Menouville provient du nom germanique Minn-wulf et du latin villa, domaine[réf. nécessaire].

## Histoire
Le village a longtemps dépendu de la paroisse d'Arronville.

## Politique et administration

### Rattachements administratifs et électoraux

#### Rattachements administratifs
Antérieurement à la loi du 10 juillet 1964, la commune faisait partie du département de Seine-et-Oise. La réorganisation de la région parisienne en 1964 fit que la commune appartient désormais au département du Val-d'Oise et à son arrondissement de Pontoise après un transfert administratif effectif au 1er janvier 1968.
Elle faisait partie depuis 1801 du canton de Marines de Seine-et-Oise puis du Val-d'Oise. Dans le cadre du redécoupage cantonal de 2014 en France, cette circonscription administrative territoriale a disparu, et le canton n'est plus qu'une circonscription électorale.

#### Rattachements électoraux
Pour les élections départementales, la commune est membre depuis 2014 du canton de Pontoise.
Pour l'élection des députés, elle fait partie de la première circonscription du Val-d'Oise.

### Intercommunalité
Menouville est membre fondateur de la communauté de communes Sausseron Impressionnistes, un établissement public de coopération intercommunale (EPCI) à fiscalité propre créé fin 2002 et auquel la commune a transféré un certain nombre de ses compétences, dans les conditions déterminées par le code général des collectivités territoriales.

### Liste des maires
| Période                                  | Période                       | Identité     | Étiquette | Qualité                         |
| ---------------------------------------- | ----------------------------- | ------------ | --------- | ------------------------------- |
| Les données manquantes sont à compléter. |                               |              |           |                                 |
| mai 1925                                 |                               | Ad. Thomann  |           |                                 |
| Les données manquantes sont à compléter. |                               |              |           |                                 |
| mars 2001                                | En cours (au 2 décembre 2020) | Henri Jallet | DVD       | Réélu pour le mandat 2020-2026, |

## Démographie
L'évolution du nombre d'habitants est connue à travers les recensements de la population effectués dans la commune depuis 1793. Pour les communes de moins de 10 000 habitants, une enquête de recensement portant sur toute la population est réalisée tous les cinq ans, les populations de référence des années intermédiaires étant quant à elles estimées par interpolation ou extrapolation. Pour la commune, le premier recensement exhaustif entrant dans le cadre du nouveau dispositif a été réalisé en 2005.

En 2022, la commune comptait 62 habitants, en stagnation par rapport à 2016 (Val-d'Oise : +4 %, France hors Mayotte : +2,11 %).
| 1793 | 1800 | 1806 | 1821 | 1831 | 1836 | 1841 | 1846 | 1851 |
| ---- | ---- | ---- | ---- | ---- | ---- | ---- | ---- | ---- |
| 87   | 87   | 95   | 85   | 77   | 62   | 80   | 74   | 73   |

| 1856 | 1861 | 1866 | 1872 | 1876 | 1881 | 1886 | 1891 | 1896 |
| ---- | ---- | ---- | ---- | ---- | ---- | ---- | ---- | ---- |
| 68   | 84   | 75   | 84   | 95   | 83   | 76   | 78   | 61   |

| 1901 | 1906 | 1911 | 1921 | 1926 | 1931 | 1936 | 1946 | 1954 |
| ---- | ---- | ---- | ---- | ---- | ---- | ---- | ---- | ---- |
| 68   | 64   | 93   | 86   | 95   | 76   | 79   | 81   | 65   |

| 1962 | 1968 | 1975 | 1982 | 1990 | 1999 | 2005 | 2006 | 2010 |
| ---- | ---- | ---- | ---- | ---- | ---- | ---- | ---- | ---- |
| 65   | 68   | 55   | 50   | 63   | 84   | 81   | 80   | 90   |

| 2015 | 2020 | 2022 | - | - | - | - | - | - |
| ---- | ---- | ---- | - | - | - | - | - | - |
| 65   | 63   | 62   | - | - | - | - | - | - |

## Lieux et monuments
- Le domaine du château de Balincourt à Arronville se situe en partie sur le territoire communal (au nord). Construit pour Charles-Louis de Balincourt par l'architecte Denis-Claude Liégeon, il est acheté en 1908 par Léopold II, roi des Belges, qui le fait restructurer par  Raffaële Maïnella, aquarelliste, décorateur, architecte et paysagiste d'origine vénitienne qui lui donne un caractère composite comprenant des éléments des XVIIIe et XXe siècle étroitement imbriqués[23].

Le Domaine du Châtin de Balincourt
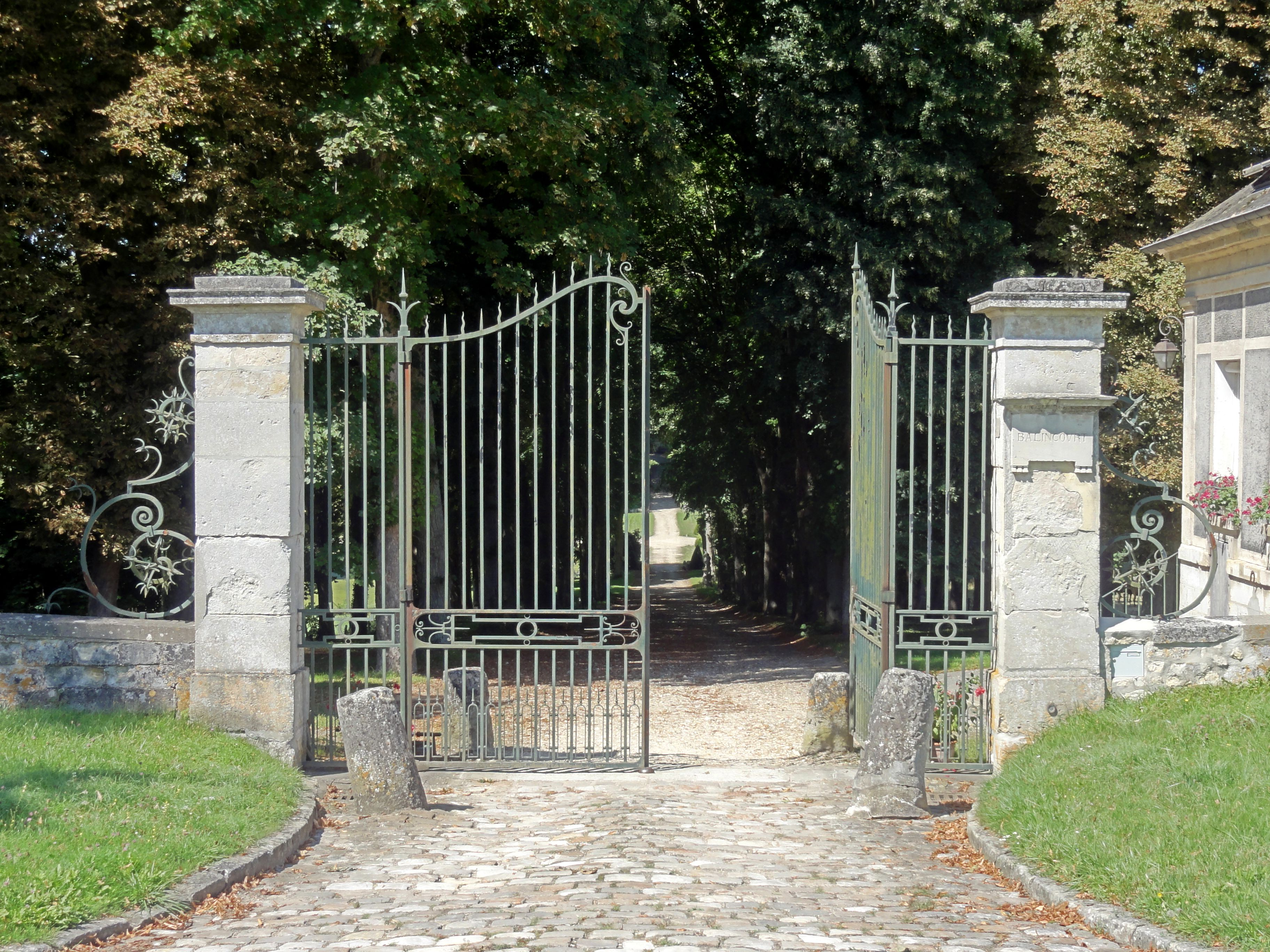
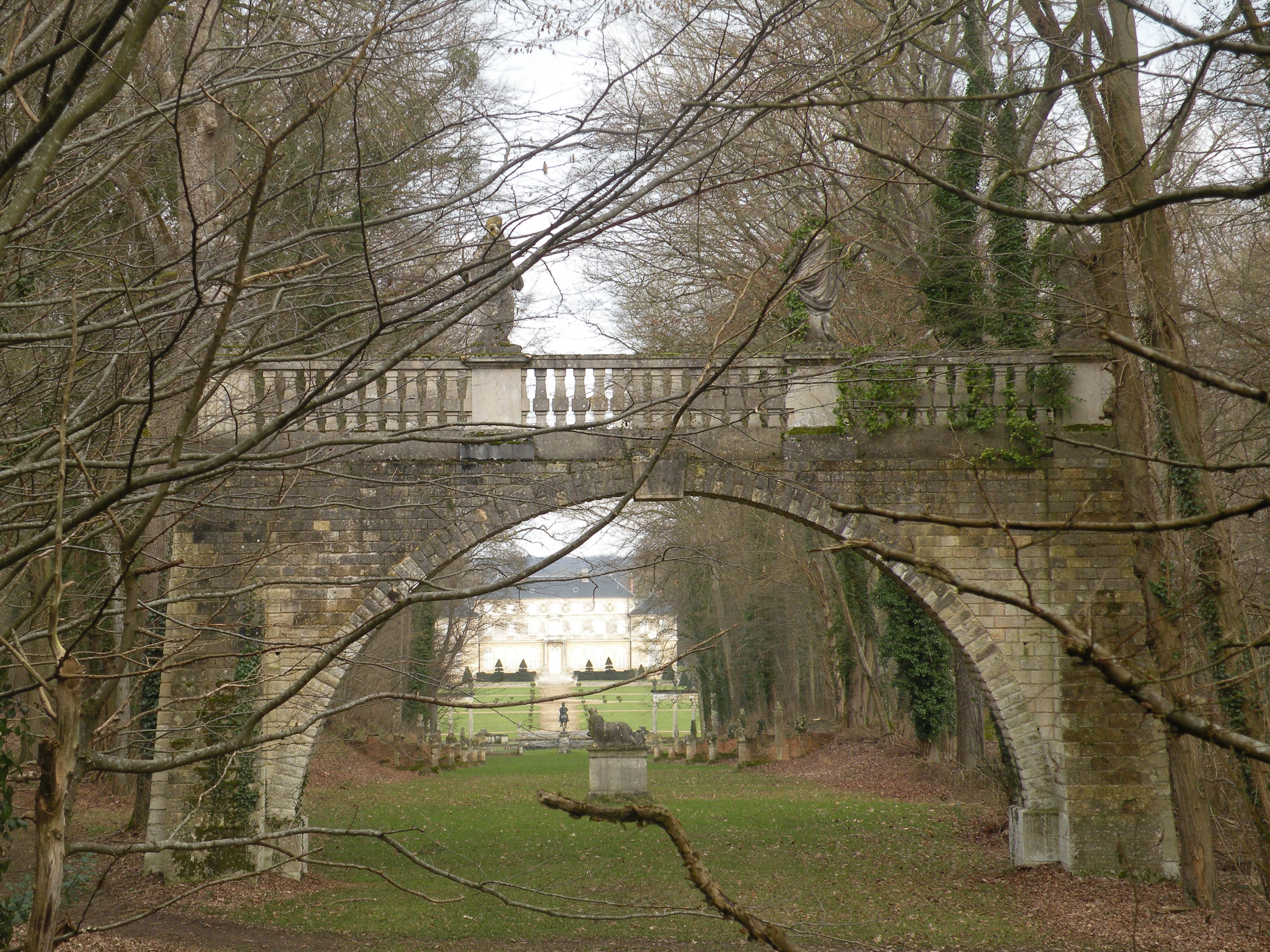
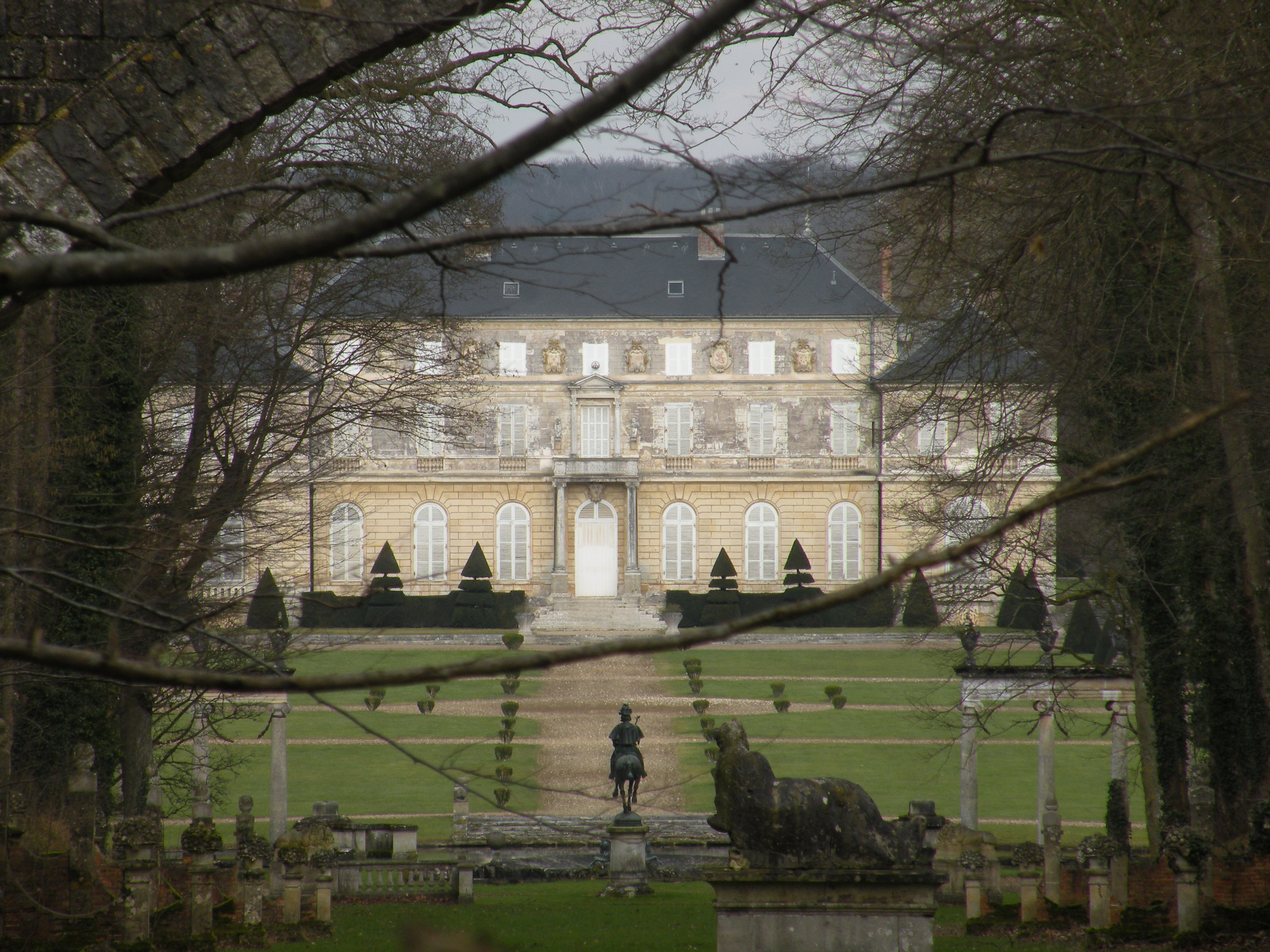
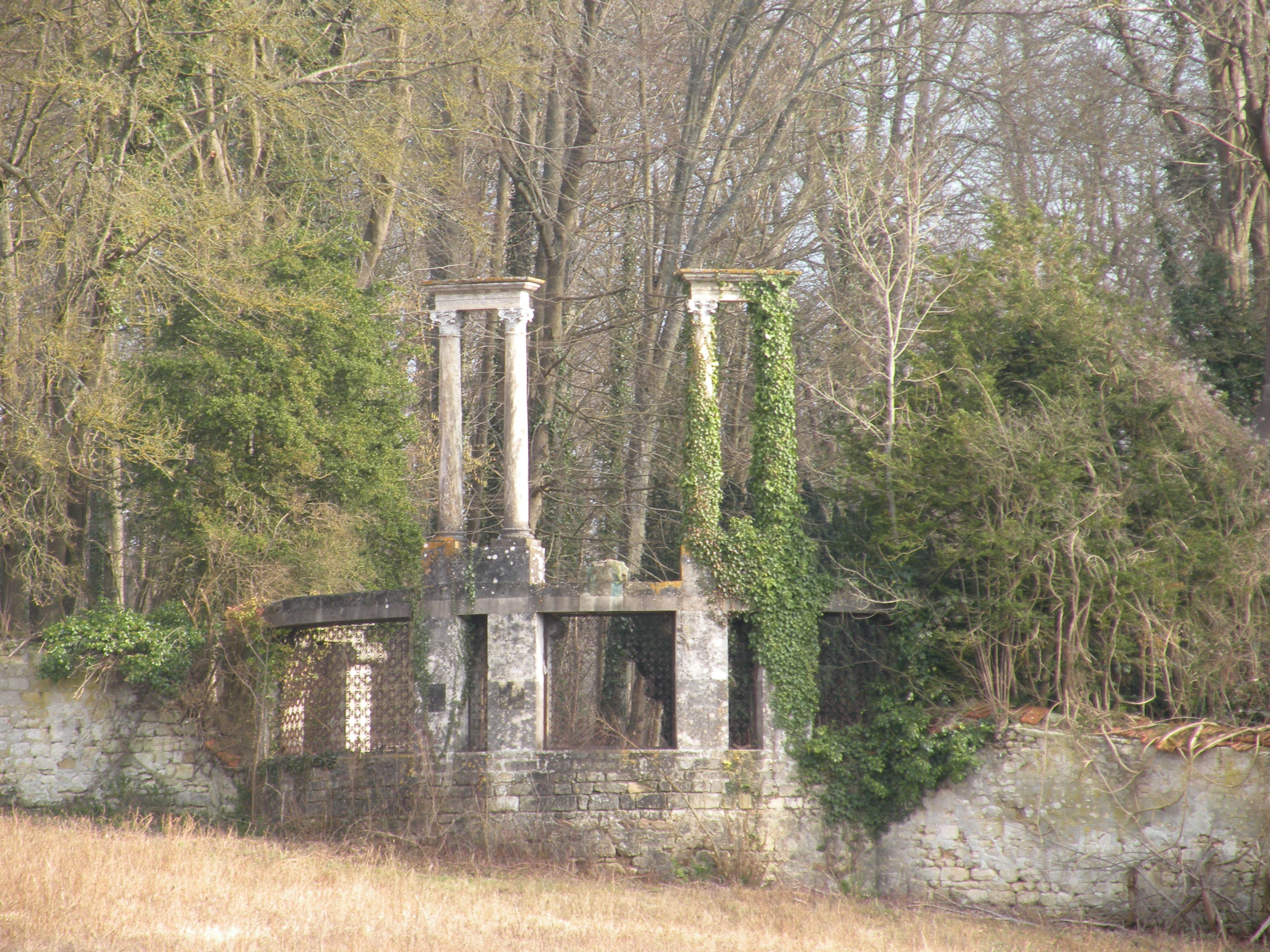

- Ferme-manoir du Petit-Château, rue du château : 
Elle s'organise autour d'une grande cour rectangulaire, fermée de tous les côtés. Ses bâtiments les plus anciens remontent au XVe siècle, mais leur caractère d'origine s'est perdu à la suite des remaniements successifs. 
L'entrée depuis la rue s'effectue par un porche avec grenier à l'étage. La porte piétonne à gauche de la grande porte charretière a été remplacée par une fenêtre, et de la tourelle d'angle ne subsistent guère de vestiges. 
La charretterie à droite du porche, dont la façade arrière donne sur la rue, comporte en son centre un pigeonnier octogonal du XVIe siècle. Contrairement aux autres bâtiments, il est bien conservé et se distingue par son architecture soignée. Les chaînages sont en pierre de taille et les murs en moellons noyés dans le mortier. Les fenêtres d'envol possèdent des arcs plein cintre en briques rouges, et des plates-formes s'appuyant sur des corbeaux. Un simple larmier fait le tour de l'édifice à la hauteur de la naissance des arcades. Le toit est couvert de tuiles plates du pays[24].
- Lavoir couvert, rue du Moulin : 
Ce lavoir établi sur le Sausseron se situe à l'endroit où le ruisseau quitte le domaine du château par une ouverture en demi-lune dans la muraille d'enceinte. Le petit édifice se compose de deux murs gouttereaux en moellons et d'un toit à deux versants, avec un pignon recouvert de bois au-dessus de l'ouverture que le lavoir présente vers le sud[24]. 
Comme particularité, l'espace dédié aux lavandières à droite (sur la rive gauche du Sausseron) se prolonge au-delà du lavoir couvert jusqu'à un petit pont sur le Sausseron : cette combinaison entre lavoir couvert et à ciel ouvert est rare.
- Menhir dit Pierre de la Vigne-des-Grès, situé sur le rebord du plateau, à l'extrémité nord-ouest de la commune.

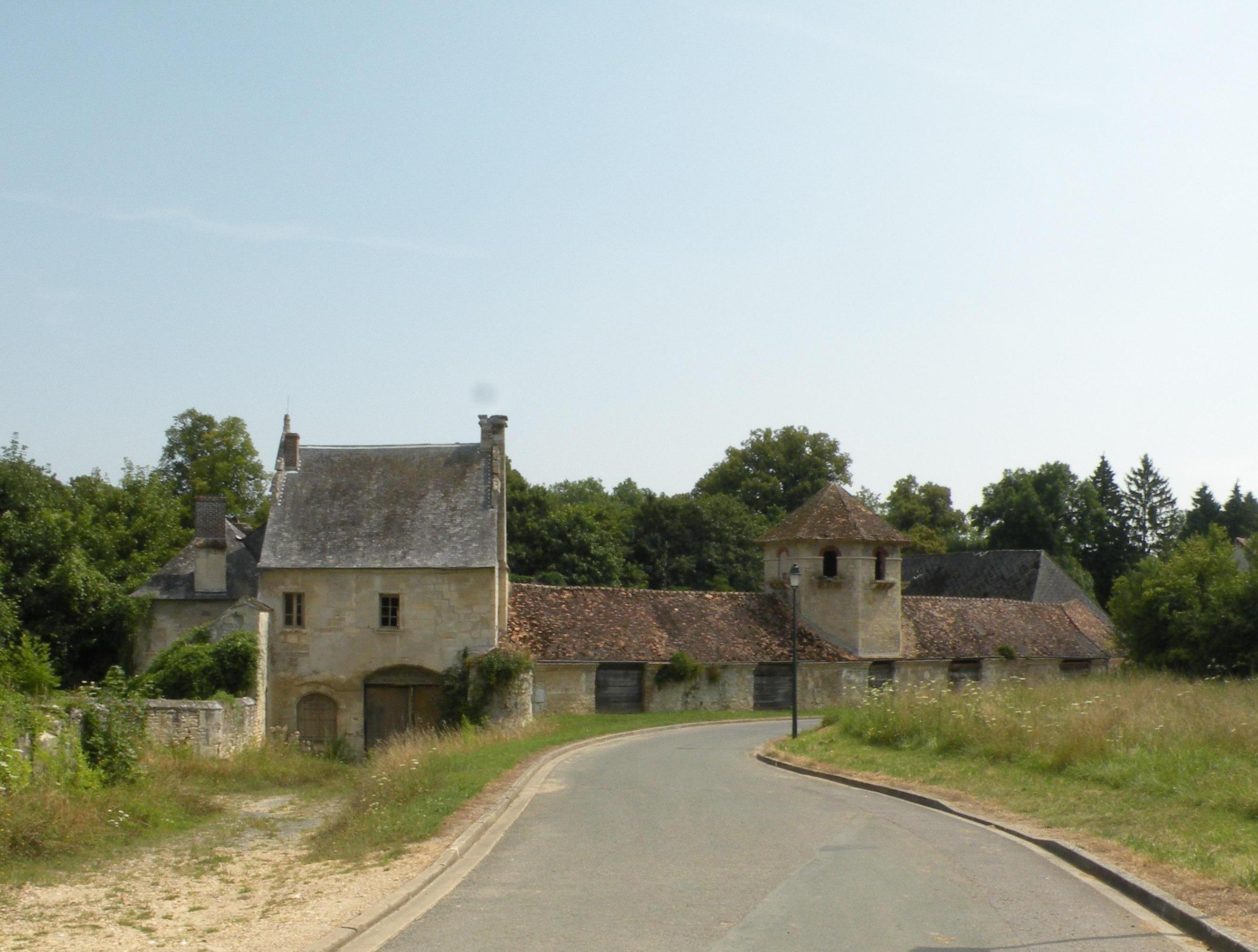
La ferme-manoir du Petit-Château.
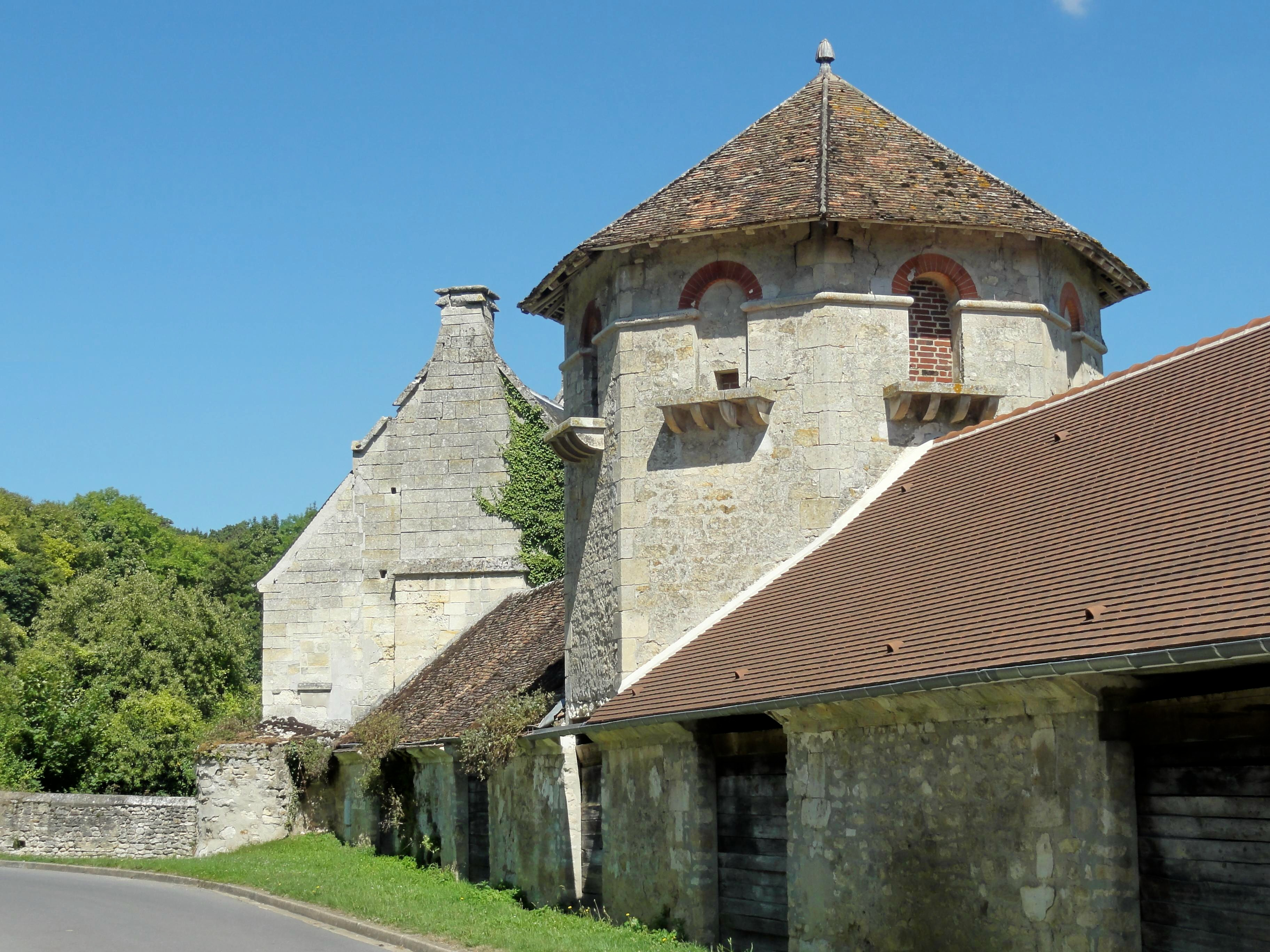
Le colombier de la ferme-manoir du Petit-Château
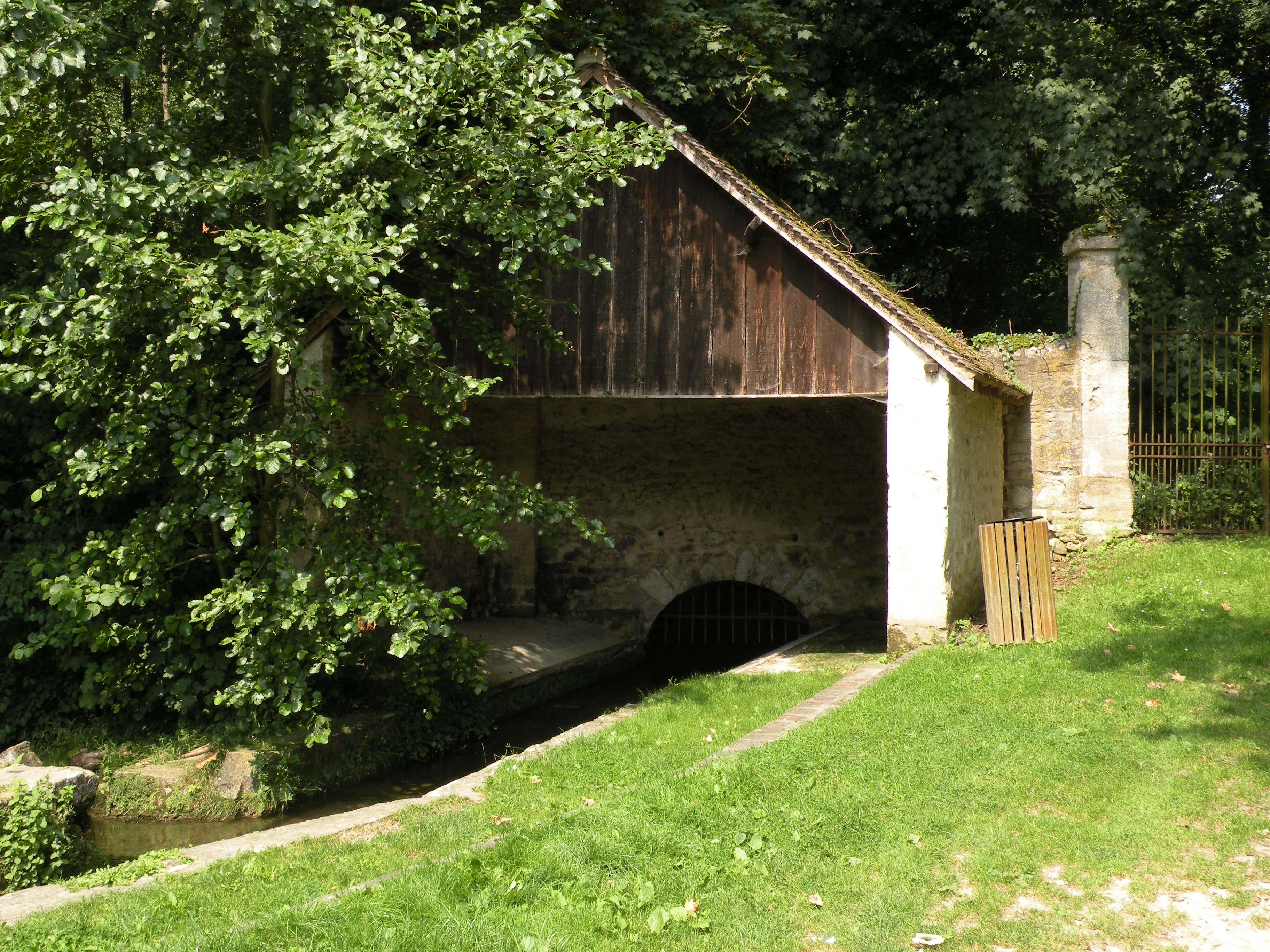
Lavoir sur le Sausseron.
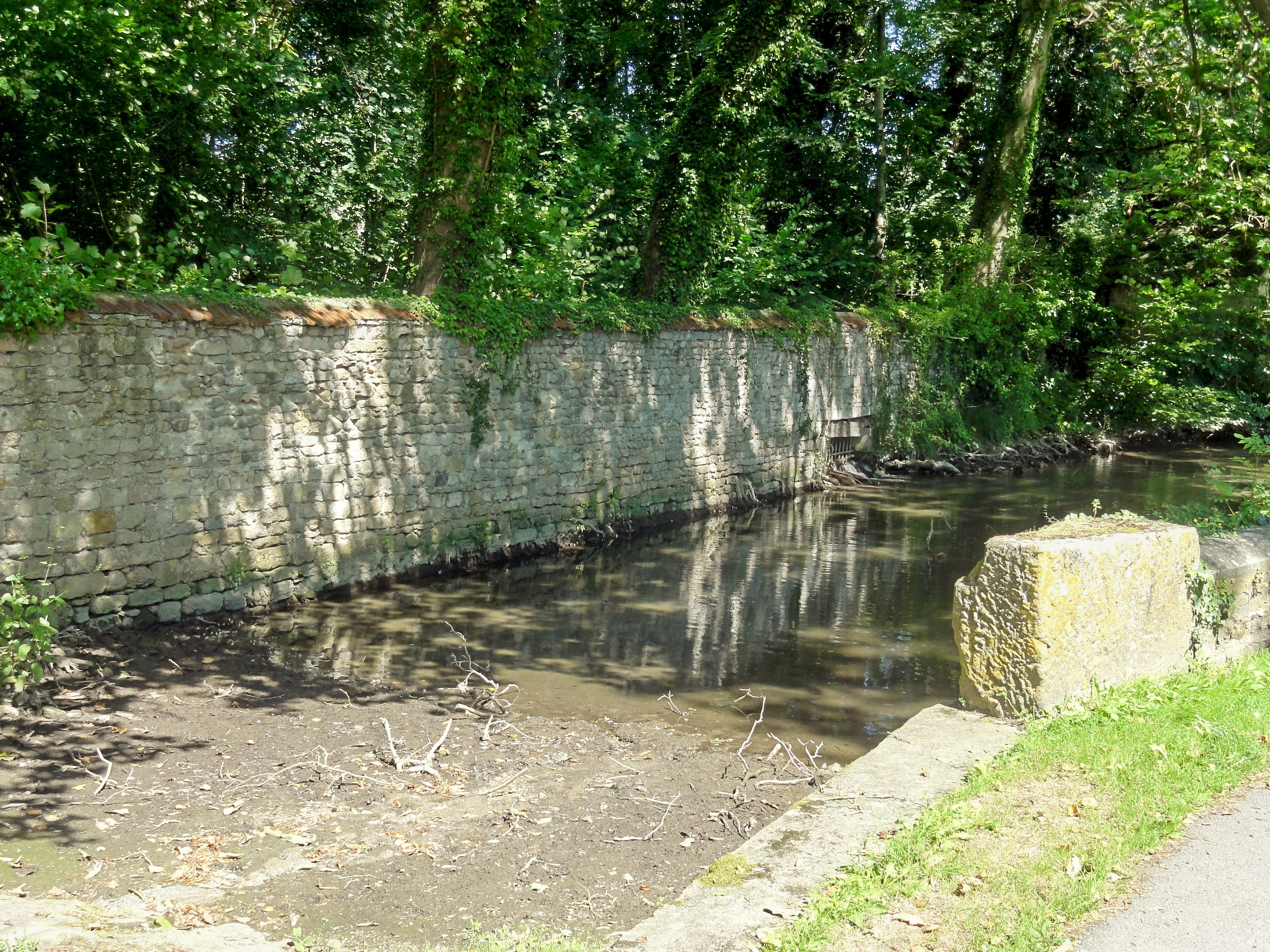
Mare-abreuvoir, rue du Moulin.